# Stanisław Osiecki

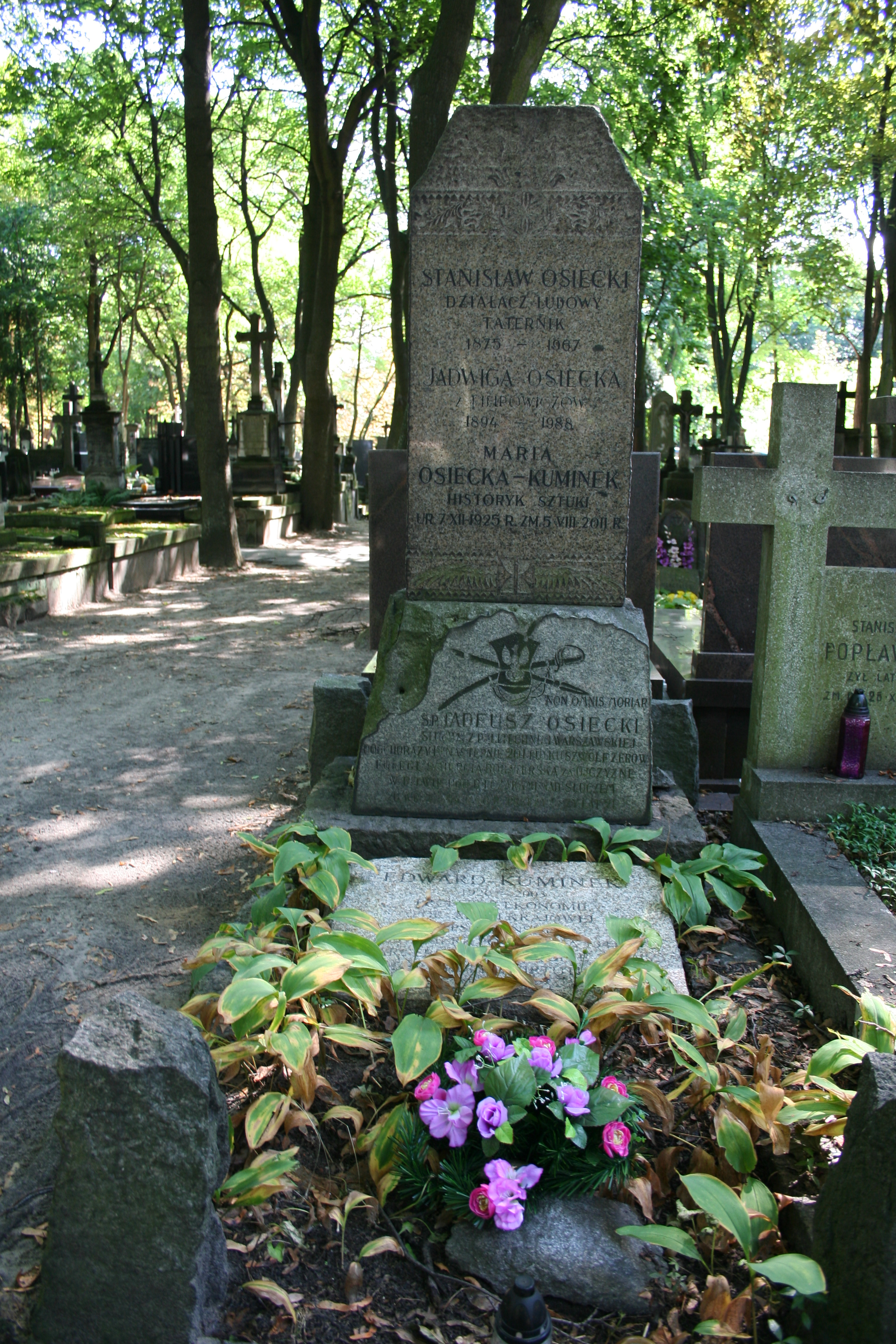
Grób Stanisława Osieckiego na warszawskim cmentarzu Powązkowskim

Stanisław Osiecki, ps. „Kowalski” (ur. 20 maja 1875 w Ciechanowie, zm. 12 maja 1967 w Warszawie) – polski działacz ruchu ludowego, poseł na Sejm II RP (na Sejm Ustawodawczy oraz I kadencji), senator III kadencji (1935), minister w rządach II Rzeczypospolitej. Po II wojnie światowej poseł do Krajowej Rady Narodowej, potem poseł na Sejm Ustawodawczy, wolnomularz, taternik.

## Życiorys
W 1896 zdał maturę w szkole realnej w Warszawie. Był następnie studentem warszawskiej politechniki oraz od 1907 do 1908 Wydziału Matematyczno-Fizycznego Uniwersytetu Jagiellońskiego. W latach 1905–1907 działał w Polskim Związku Ludowym. Był członkiem Zarządu utworzonego w 1906 w Królestwie Kongresowym Towarzystwa Kultury Polskiej. W latach 1907–1915 związany z tygodnikiem „Zaranie”. W związku z działalnością niepodległościową był aresztowany przez władze carskie Imperium Rosyjskiego, więziony i wydalony z granic państwa. Od grudnia 1915 do maja 1917 był członkiem Centralnego Komitetu Narodowego w Warszawie. Był jednym z czołowych działaczy Komisji Porozumiewawczej Stronnictw Demokratycznych. W latach 1915–1920 członek Zarządu Głównego PSL „Wyzwolenie” (od 1917 do 1918 jego wiceprezes), 
Następnie związał się z Wincentym Witosem. W konsekwencji w latach 1921–1931 członek Rady Naczelnej i w latach 1920–1921 i 1925–1931 członek Zarządu Głównego PSL „Piast”. W latach 1919–1927 poseł na Sejm RP. W latach 1919–1925 był wicemarszałkiem Sejmu RP. Uzyskiwał mandat w okręgu Łuków. W 1923 minister reform rolnych w rządzie Wincentego Witosa (tzw. Chjeno-Piast). W latach 1925–1926 minister przemysłu i handlu w rządach Aleksandra Skrzyńskiego i Wincentego Witosa.
Po zjednoczeniu stronnictw ludowych w latach 1931–1933 skarbnik Naczelnego Komitetu Wykonawczego Stronnictwa Ludowego, w latach 1933–1939 członek Rady Naczelnej SL. W 1935 pełnił mandat senatora III kadencji wybranego z listy państwowej Centrolewu, który objął 13 marca po śmierci Bolesława Limanowskiego.
W okresie okupacji niemieckiej w latach 1940–1944 przewodniczący Centralnego Kierownictwa Ruchu Ludowego w ramach Polskiego Państwa Podziemnego.
Po zakończeniu II wojny światowej w latach 1947–1948 członek Rady Naczelnej PSL (będąc w tzw. grupie Władysława Kiernika), w latach 1946–1947 poseł do KRN, w latach 1947–1950 poseł na Sejm Ustawodawczy z okręgu Bydgoszcz; od 1949 był członkiem Zjednoczonego Stronnictwa Ludowego. Po zrzeczeniu się mandatu zakończył działalność polityczną.
Odznaczony Krzyżem Komandorskim Orderu Polonia Restituta.

## Działalność pozapolityczna
Pracę partyjną i parlamentarną łączył z funkcją prezesa (1932–1936) warszawskiego Oddziału Polskiego Towarzystwa Tatrzańskiego. Był między innymi inicjatorem budowy schroniska na Hali Gąsienicowej, gdzie jego działalność w 1969 upamiętniono tablicą pamiątkową. Dokonał też kilku pierwszych wejść w Tatrach. W 1925 wraz z Mariuszem Zaruskim oraz Stanisławem Zdybem dokonał pierwszego zimowego wejścia na nartach z Koziej Dolinki na Zmarzłą Przełęcz.
Był działaczem sportowym Warszawskiego Towarzystwa Wioślarskiego. W latach międzywojennych pełnił także funkcję przewodniczącego Związku Polskich Towarzystw Turystycznych, Związku Polskich Związków Sportowych oraz Polskiego Towarzystwa Tatrzańskiego. Uzyskał godności członka honorowego Polskiego Towarzystwa Tatrzańskiego oraz Polskiego Towarzystwa Turystyczno-Krajoznawczego.

## Życie prywatne
Pradziad Stanisława Osieckiego, Wojciech, był majorem Wojska Polskiego, uczestnikiem wojny polsko-rosyjskiej w 1831. Był kawalerem orderu Virtuti Militari i Legii Honorowej. Rodzicami Stanisława Osieckiego byli Ignacy i Maria z Miliwockich.
Jego pierwszą żoną była Józefa z Filipowiczów (zm. 1919). Miał z nią dwóch synów: Tadeusza (1900–1920) i Stefana (1903–1977), który był taternikiem i filmowcem. Tadeusz Osiecki poległ w czasie wojny polsko-bolszewickiej, 26 września, w walkach nad Słuczem, jako podchorąży 201 Pułku Szwoleżerów. Był studentem Politechniki Warszawskiej, członkiem POW i drużynowym 15 Warszawskiej Drużyny Harcerskiej.
Drugą żoną była Jadwiga Filipowicz, z którą miał syna Jacka i córkę Marię Osiecką-Kuminek. 
Stanisław Osiecki spoczywa na cmentarzu Powązkowskim w Warszawie (kw. 184–IV–1).

## Upamiętnienie
Staraniem Muzeum Historii Polskiego Ruchu Ludowego ku czci Stanisława Osieckiego została w 2022 odsłonięta tablica pamiątkowa na froncie jego domu przy ulicy Mickiewicza 38.
W 2020 ukazała się całościowa monografia autorstwa dr. Mateusza Ratyńskiego poświęcona życiu i działalności Stanisława Osieckiego – Stanisław Osiecki (1875–1967). Polityk z pasją. 